# Grotte de Mendukilo
La grotte de Mendukilo est un site archéologique et touristique de la vallée de Larraun, située dans la commune de Astitz (communauté forale de Navarre) dans la communauté du Pays basque en Espagne,.

## Localisation et géologie
La grotte est située dans le massif d'Aralar, dans un environnement karstique. Les roches locales sont du Crétacé inférieur et du Jurassique, mais la zone où se trouve la grotte est de l'Aptien-Albien, de type Urgonien. La grotte descend et dispose d'un total de sept salles, dont trois peuvent être visitées.
Sa température est de 8-10 °C et l'humidité est à saturation. L'eau est abondante en automne et en hiver, car les précipitations de la région atteignent immédiatement la grotte. En été, cependant, elle s'assèche considérablement.

## Historique

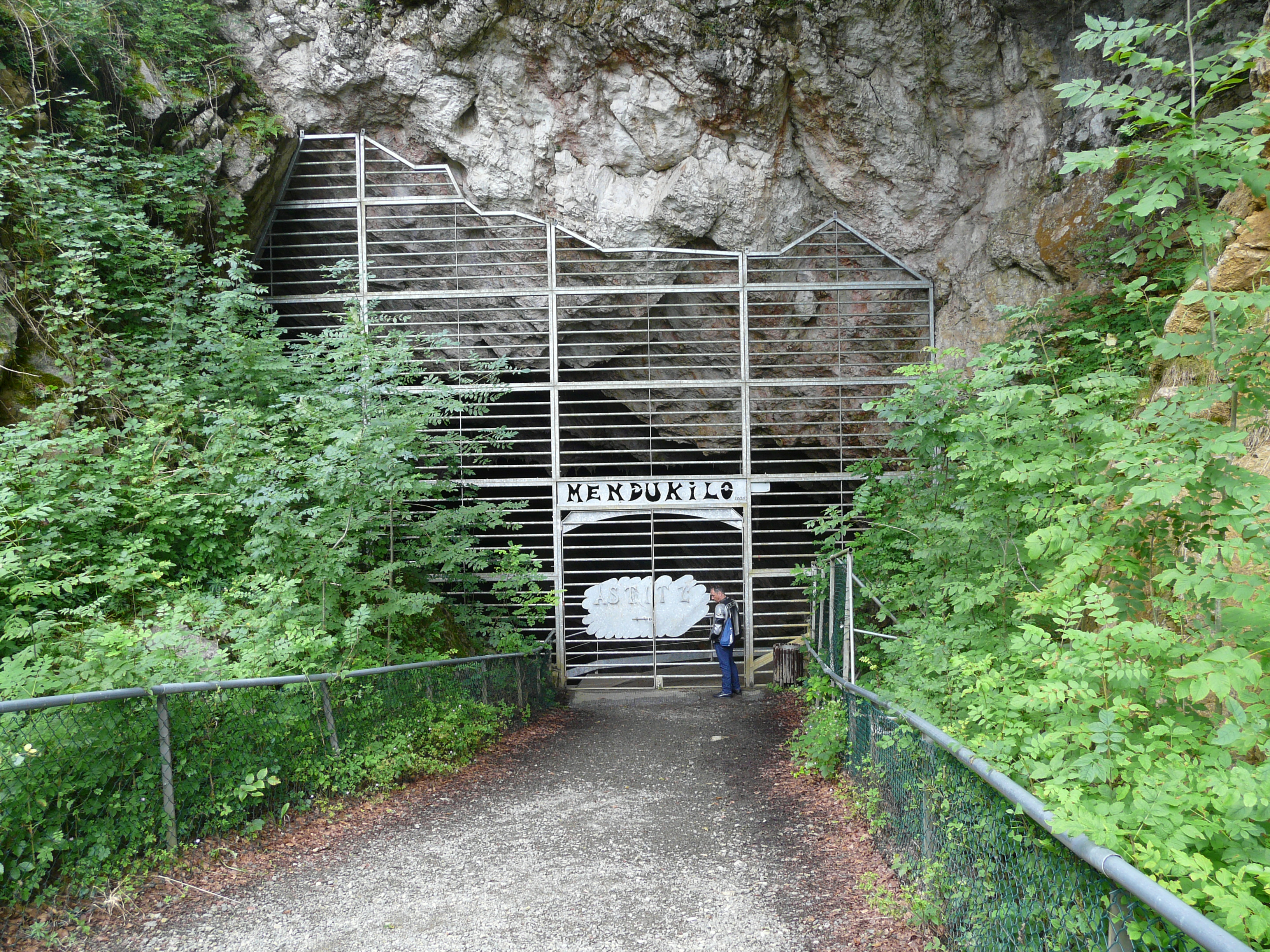
Entrée de la grotte.

Les fouilles archéologiques confirment la date de l'établissement humain: les vestiges découverts dans le hall d'entrée sont du début de l'âge du fer (900-200 Modèle:Av. JC).
Il a fallu plusieurs années pour achever la première topographie partielle de la grotte, réalisée par Isaac Santesteban de 1967 à 1974. En 1991, Karlos Akaz (topographe du Gouvernement de Navarre) et Kontxi Mendibe ont repris leurs travaux, complétant la topographie de toute la grotte. Pour lutter contre sa détérioration et lepillage, le Gouvernement de Navarre ferma l'entrée de la grotte avec un mur.
Après que la grotte ait été fermée pendant deux décennies, il a été décidé au début de l'année 2001 de l'ouvrir au tourisme. En 2003, les travaux on commencé pour s'achever en juillet 2005 et la grotte a été ouverte au tourisme le 22 juillet 2005.

## Visite
Depuis l'été 2005, cette grotte a une nouvelle vocation, puisqu'elle a été adaptée pour recevoir des visiteurs. L'itinéraire est adapté à toute personne capable de monter et de descendre deux étages par ses propres moyens dans les escaliers. Toutes les visites s'effectuent avec l'assistance de guides locaux, en groupes de 25 personnes maximum. Ces visites de 50 min ncomprennent la visite de trois salles :

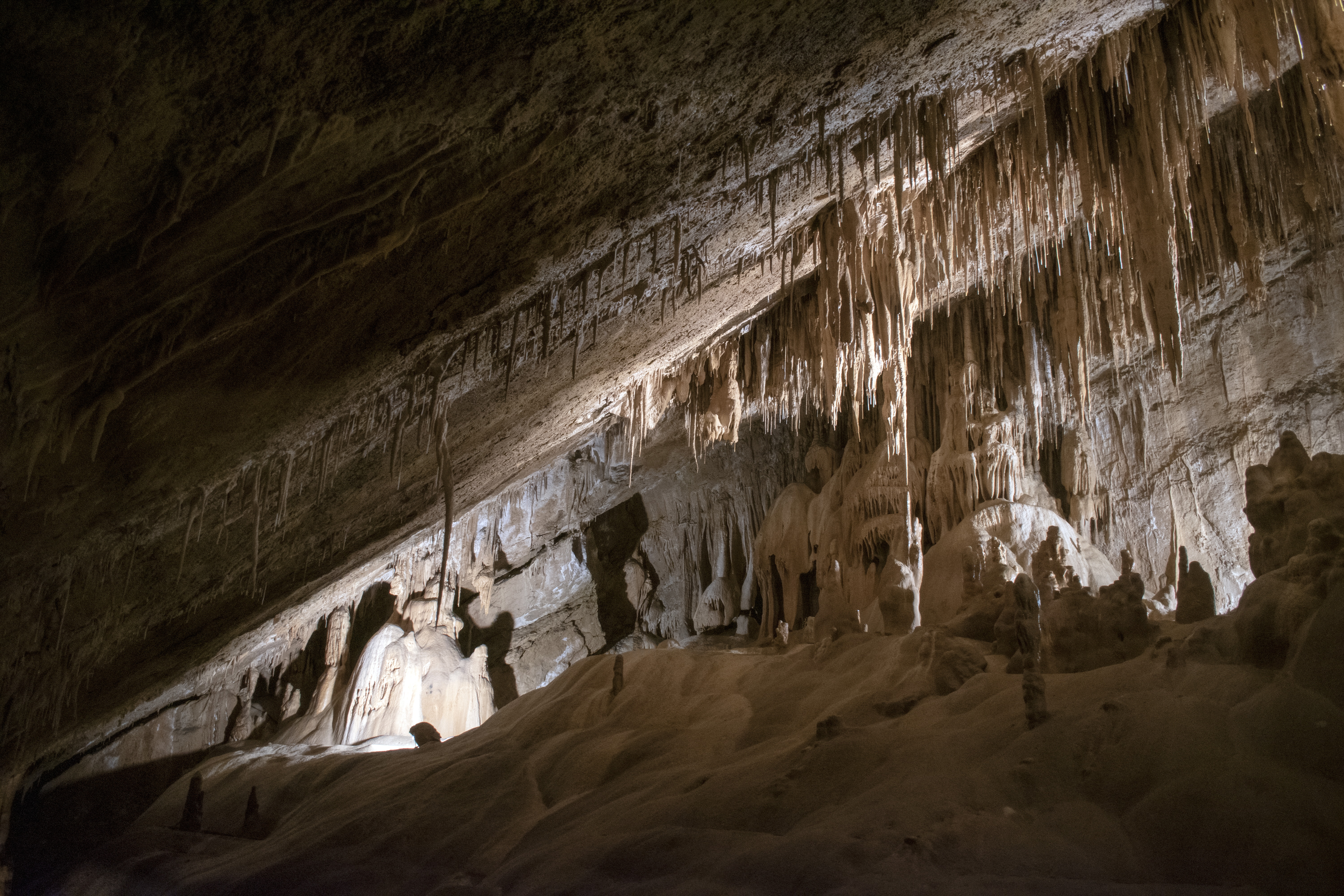
Salle dite Laminosin.

- la cabane du berger, étant la pièce d'entrée, reçoit la lumière naturelle et, grâce à son grand volume, est suffisamment lumineuse. Dans cette salle, les premières formations géologiques modestes sont visibles. Lorsque vous atteignez le bout de la salle, après être entré dans le boyau Jentileio et avoir descendu 28 m (90 marches), on atteint les profondeurs de la grotte. La salle appelée Hartz Zuloa fait office de séparateur, car elle constitue l'entrée des autres salles ;
- Laminosin, la principale caractéristique de cette zone est la grande variété et le nombre de formations géologiques : stalactites, stalagmites, marmites ... qui peuvent être observées de près ;
- la Forteresse du Dragon, dernière salle visitable, se caractérise par son énorme volume (60 m de long, 20 m de haut à certains endroits).

Il y a une maison d'accueil à l'entrée des grottes.

## Galerie

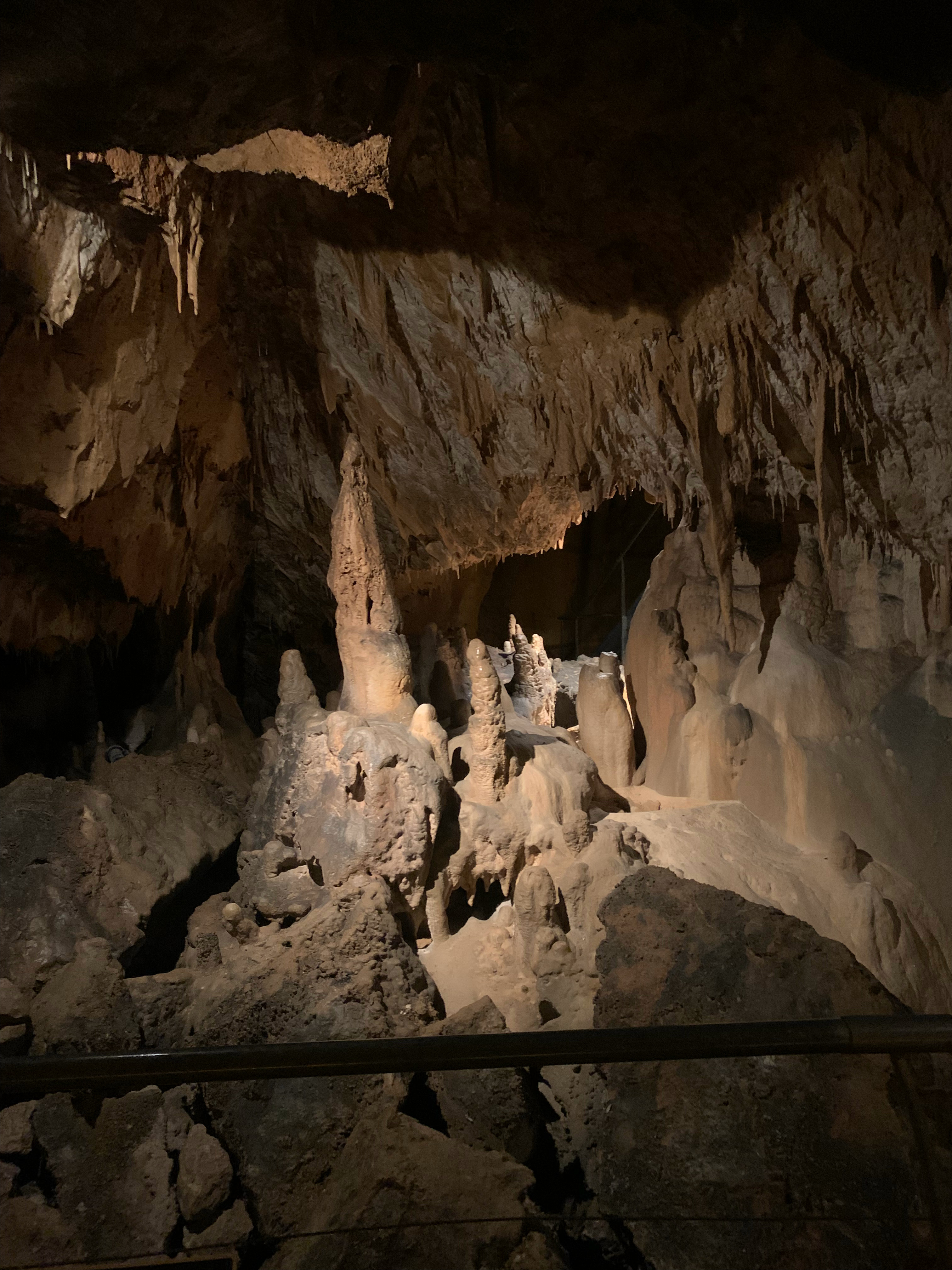
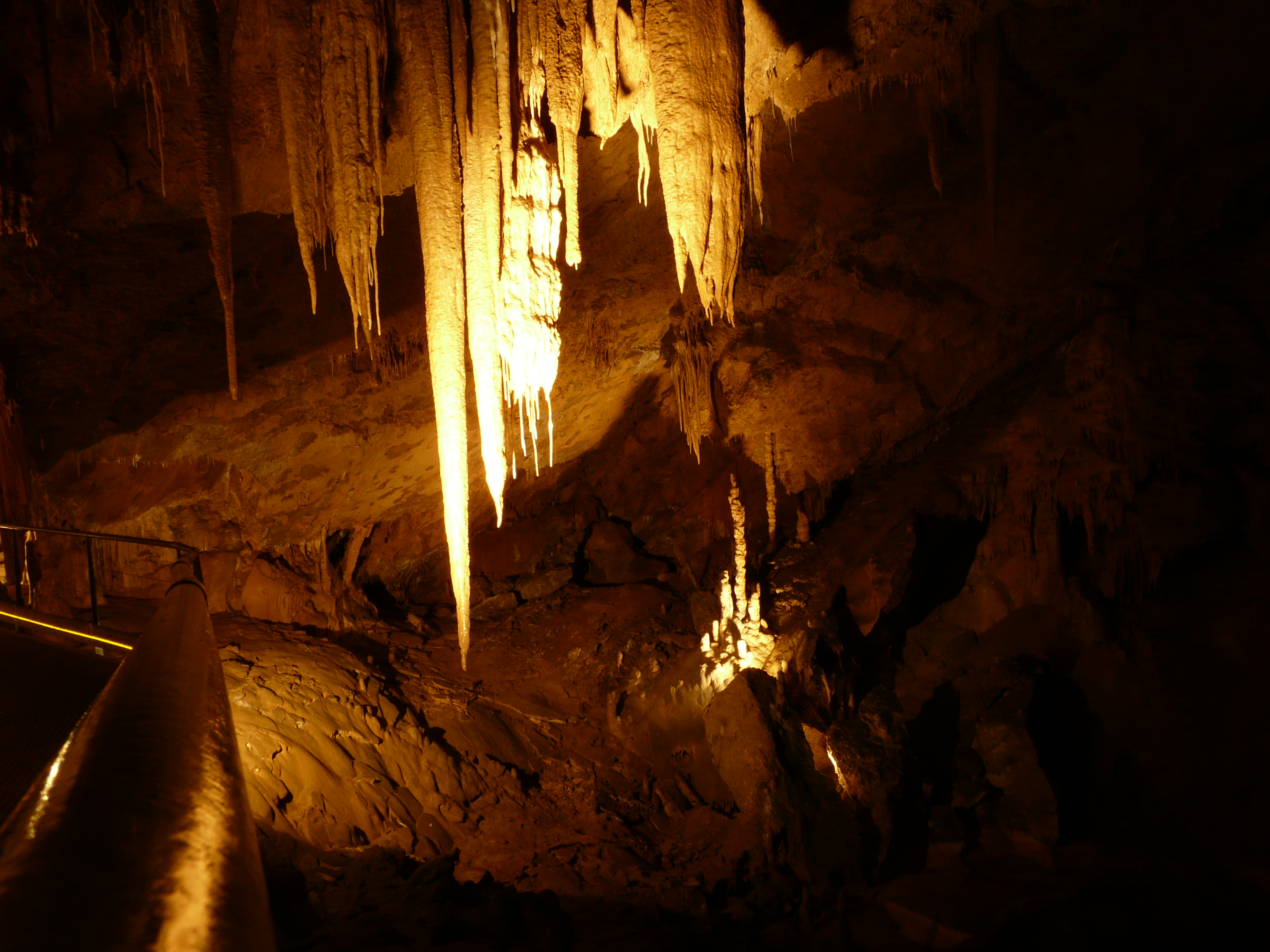